# 犬木栄治
犬木 栄治（いぬき えいじ、1971年6月29日 - ）は、東京都大田区出身の漫画家。

## 略歴
- 1991年、『マイティ・じょお』で第21回藤子不二雄賞受賞。同年に同作品でデビュー。その後、あおきけいのアシスタントを経験。雑誌の持込みなどを繰り返し読み切り作品を何度か執筆。
- 1995年、別冊コロコロコミックで『バトメンキッズ SHOT!!』を連載（正確には読みきり扱い）。
- 1996年、月刊コロコロコミックで『秘密警察ホームズ』を連載開始。初のコミックス刊行作品になる。
- 2004年、月刊コロコロコミックで2002年より連載していた『B-伝説! バトルビーダマン』がアニメ化されテレビ東京系列で放送開始。
- 2023年、同人作品として、『B-伝説! バトルビーダマン外伝』の執筆・販売を開始[1]。

## 作風
- 初期はヒーロー物を主に執筆。近年はホビーなどのタイアップ作品が多い。
- 『秘密警察ホームズ』の中期までは鋭いタッチで探偵物というジャンルの問題もあり描写がリアルであった。

## 主な作品
- マイティ・じょお
- みらくるヒロ
- 赤龍ファイヤー
- 金腕ボーズ オニガシマン（別冊コロコロコミック）
- バトメンキッズ SHOT!!（別冊コロコロコミック）
- 格兵鬼カブト（別冊コロコロコミック 2001年8月号 読み切り作品） ※ディーエルサイトコムではリメイクが掲載された[2]。
- 秘密探偵ホームズ（コロコロコミック 1996年2月号）
- 秘密警察ホームズ（原作：立神敦、コロコロコミック 1996年5月号-1999年4月号）
- バスマスター
- ウルトラシリーズ
  - ウルトラニャン（てれびくん 1998年）
  - ウルトラマンコスモス（てれコロコミック 2002年冬休み増刊号）
- ビックリマン2000（ストーリー原案/ビックリマンプロジェクト）
- スーパー戦隊シリーズ
  - 百獣戦隊ガオレンジャーVS秘密戦隊ゴレンジャー（てれコロコミック 2001年夏休み増刊号）
  - 轟轟戦隊ボウケンジャー（てれびくん）
- ボンバーマンストーリー 新たなる激闘の予感!!（月刊コロコロコミック2001年5月号の別冊に掲載、読み切り作品）
- B-伝説! バトルビーダマン
- キーボッツ希望の紋章
- 甲虫王者ムシキング（コロコロイチバン!）
- ムシキングバトラー 力（コロコロイチバン!）
- 仮面ライダーバトル列伝 ガンバライド雷太（コロコロイチバン!）
- クグツヒメ （ケロケロエース 2013年8月号・9月号 前後編読み切り作品）

## 師匠
- あおきけい
- 星里もちる